# Knallgas

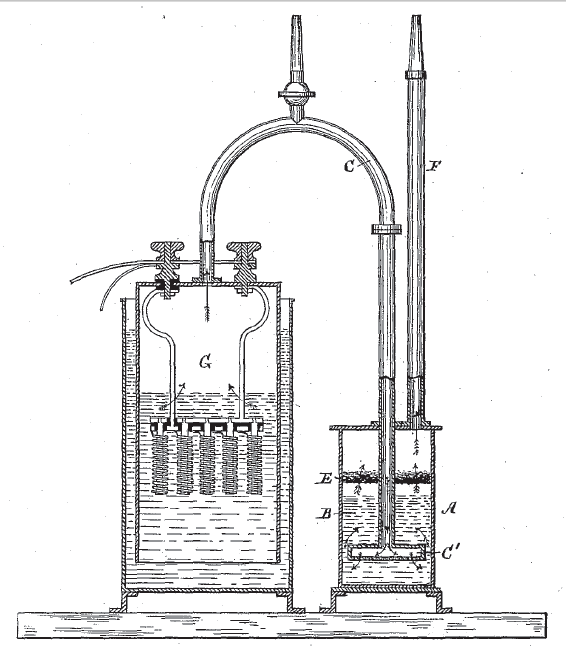
Artonhundratals elektrolytisk cell för framställning av knallgas.

Knallgas eller oxyhydrogen är en blandning av vätgas och syrgas, som exploderar våldsamt vid antändning. Vätemolekyler reagerar med syremolekyler enligt reaktionerna
{\displaystyle \mathrm {2\;H_{2}+O_{2}\rightarrow 2\;H_{2}O} \ \ \ \ \Delta H=-571,9{\mbox{ kJ}}.}
Blandningen används för facklor för att bearbeta eldfasta material och var den första gasblandningen som användes för svetsning, då med ett visst överskott av vätgas för att undvika en oxiderande låga.

## Etymologi
Vissa författare definierar knallgas som en generisk term för blandningen av bränsle med den exakta mängden syre som krävs för fullständig förbränning, så 2:1 oxyhydrogen skulle kallas "väte-knallgas".
"Brown's gas" och HHO är termer för oxyhydrogen som främst förekommer inom marginalvetenskap.

## Egenskaper
Oxyhydrogen förbränns när den värms upp till sin självantändningstemperatur. För den stökiometriska blandningen, 2:1 väte:syre, vid normalt atmosfärstryck sker självantändning vid cirka 570 °C. Den minsta energi som krävs för att antända en sådan blandning, vid lägre temperaturer, med en gnista är cirka 20 mikrojoule. Vid standardtemperatur och tryck kan en blandning av vätgas och luft brinna när vätgaskoncentrationen är mellan cirka 4 och 95 volymsprocent väte.
När gasblandningen antänds omvandlas den till vattenånga och energi frigörs, vilket upprätthåller reaktionen: 241,8 kJ energi (LHV) för varje mol H2 som förbränns. Mängden värmeenergi som frigörs är oberoende av förbränningssättet, men flammans temperatur varierar. Den maximala temperaturen på cirka 2 800 °C uppnås med en exakt stökiometrisk blandning, cirka 700 °C varmare än en vätelåga i luften. När någon av gaserna blandas utöver detta förhållande, eller när den blandas med en inert gas som kväve, måste värmen spridas över en större mängd materia och flamtemperaturen blir lägre.

## Framställning
En ren stökiometrisk blandning kan erhållas genom vattenelektrolys, som använder en elektrisk ström för att dissociera vattenmolekylerna:
Elektrolys: 2 H2O → 2 H2 + O2
Förbränning: 2 H2 + O2 → 2 H2O
William Nicholson var den första som sönderdelade vatten på detta sätt år 1800. I teorin är ingångsenergin i ett slutet system alltid lika med utgångsenergin, som termodynamikens första lag säger. I praktiken är dock inga system helt stängda, och den energi som krävs för att generera knallgasen överstiger alltid den energi som frigörs genom att förbränna den, även vid maximal praktisk effektivitet, som termodynamikens andra lag innebär.

## Användning

### Belysning

Rampljus använde en knallgasflamma som värmekälla med hög temperatur

Många former av oxyhydrogenlampor har beskrivits, såsom rampljuset, som använde en knallgasflamma för att värma en bit kalk till vit het glödlampa. På grund av knallgasens explosivitet har rampljus ersatts av elektrisk belysning.

### Knallgasblåsrör

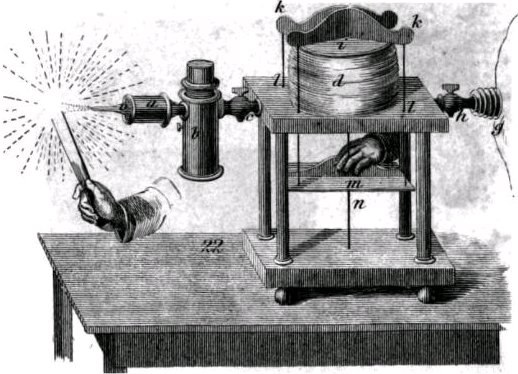
Artonhundratalets bälgdrivna knallgasblåsrör, inklusive två olika typer av flashback-avledare

Grunden för oxy-väteblåsröret lades av Carl Wilhelm Scheele och Joseph Priestley under de sista decennierna av 1700-talet. Själva oxy-väteblåsröret utvecklades av fransmannen Bochard-de-Saron, den engelska mineralogen Edward Daniel Clarke och den amerikanska kemisten Robert Hare i slutet 1700-talet och början av 1800-talet. Det producerade en låga som var tillräckligt varm för att smälta  eldfasta material som platina, porslin, eldfast tegel och korund och var ett värdefullt verktyg inom flera vetenskapsområden. Det används i Verneuil-processen för att producera syntetiskt korund.

### Knallgasbrännare
En knallgasbrännare (även känd som vätebrännare) är en syrgasbrännare som bränner väte (bränslet) med syre (oxidationsmedlet). Den användes för skärning och svetsning av metaller, glas och termoplaster.
På grund av konkurrens från bågsvetsning och andra oxy-bränslebrännare som den acetylendrivna skärbrännaren används knallgasbrännaren sällan idag, men den är fortfarande det föredragna skärverktyget i vissa nischapplikationer.
Vätgas användes tidigare för att bearbeta platina, då det var enda möjligheten att få en tillräckligt varm låga för att smälta metallen med smältpunkten 1 768,3 °C. Dessa tekniker har senare ersatts av ljusbågsugnen.